# Polniki
Polniki (ros. Польники) – wieś (dieriewnia) w Rosji, w obwodzie briańskim, w rejonie poczepskim. W 2010 liczyła 74 mieszkańców.